# Annamanum flavimaculatum
Annamanum flavimaculatum es una especie de escarabajo longicornio del género Annamanum, tribu Monochamini, familia Cerambycidae. Fue descrita científicamente por Yang & Yang en 2019.
Se distribuye por China. Mide 13,8-20,4 milímetros de longitud. El período de vuelo ocurre en los meses de junio, julio, agosto y septiembre.